# S-13
Pour les articles homonymes, voir S13.
Le S-13 était un sous-marin de classe Srednyaïa en service dans la Marine soviétique. Sa quille est posée par l'usine n°112 Krasnoïé Sormovo à Gorki le 19 octobre 1938. Il est lancé le 25 avril 1939 et mis en service le 31 juillet 1941 dans la Flotte de la Baltique, sous le commandement du capitaine Pavel Malantyenko. Le sous-marin est surtout connu pour le naufrage d'un navire de transport allemand, le Wilhelm Gustloff lors de l'opération Hannibal en 1945.

## Historique
Durant la première moitié de septembre 1942, sous le commandement de Malantjenko, le S-13 coule deux navires finlandais, le Hera et le Jussi H., et un navire allemand, le Anna W, totalisant 4 042 tonnes.
Le 17 septembre 1942 dans le golfe de Botnie, il lance deux torpilles manquant un navire marchand de 3 000 tonnes.
Le 15 octobre 1942, pendant qu'il rechargeait ses batteries en surface, le sous-marin est attaqué par les chasseurs de sous-marins finlandais VMV-13 et VMV-15  (classe VMW (en)). Au cours de sa plongée d'urgence (en), le sous-marin touche le fond, endommageant gravement son gouvernail et détruisant son appareil de direction. Il est de nouveau endommagé par une attaque de charges de profondeur. Malgré les dégâts, le S-13 s'en réchappe et rentre à Kronstadt.
Pendant trois ans, le sous-marin est en réparation. À son retour au service opérationnel, Malantyenko cède le commandement du S-13 à Alexandre Marinesko.
Le 30 janvier 1945, au large de la côte de Poméranie, le S-13 coule de trois torpilles le paquebot allemand de 25 484 tonnes Wilhelm Gustloff, surchargé de civils et de militaires évacués dans le cadre de l'opération Hannibal. Selon des études récentes, plus de 9 000 personnes ont été tuées, ce qui en ferait la plus grande catastrophe maritime de tous les temps.
Le 10 février 1945 durant la même mission, il envoie par le fond le paquebot allemand Steuben. On estime entre 3 000 et 4 000 le nombre de passagers qui périrent et seuls 630 survécurent.
En 1990, à la veille du quarante-cinquième anniversaire de la victoire, Marinesko reçut à titre posthume le rang de « Héros de l'Union soviétique ».
Le S-13 a été désarmé le 7 septembre 1954 et mis à la ferraille le 17 décembre 1956.
| Date              | Navire           | Nationalité                  | Tonnage | Type                           |
| ----------------- | ---------------- | ---------------------------- | ------- | ------------------------------ |
| 11 septembre 1942 | Hera             | Drapeau de la Finlande       | 1379    | Cargo (torpille)               |
| 12 septembre 1942 | Jussi H.         | Drapeau de la Finlande       | 2325    | Cargo (torpille)               |
| 18 septembre 1942 | Anna W.          | Drapeau des Pays-Bas         | 290     | Cargo (coup de feu)            |
| 30 janvier 1945   | Wilhelm Gustloff | Drapeau de l'Allemagne nazie | 25484   | Navire de transport (torpille) |
| 10 février 1945   | Steuben          | Drapeau de l'Allemagne nazie | 14660   | Navire de transport (torpille) |
| Total :           | Total :          | Total :                      | 44 138  |                                |

Le S-13 a également endommagé avec des tirs d'artillerie le bateau de pêche allemand Siegfried (563 tonneaux), malgré sa détérioration, il réussit à s'échapper.